# Nuup Bussii
Nuup Bussii – przedsiębiorstwo użyteczności publicznej obsługujące połączenia autobusowe w stolicy Grenlandii – Nuuk. Rocznie obsługuje ponad 2 miliony pasażerów (ok. 5500 dziennie) na 4 liniach.

## Historia
Do 1980 roku transport naziemny w Nuuk obsługiwali prywatni przewoźnicy. 26 września 1980 r. założona została spółka publiczna Nuup Bussii, nadzorowana przez władze gminy Nuuk.
Od 2009 r. właścicielem spółki jest nowo utworzona gmina Sermersooq.

## Linie autobusowe
| Linia | Trasa                      | Przez                                    | Uwagi                                           |
| ----- | -------------------------- | ---------------------------------------- | ----------------------------------------------- |
| 1     | Nuup Qeqqa – Qinngorput    | Eqalugalinnguit                          |                                                 |
| 2     | Nuup Qeqqa – Qajaasat      | Ilimmarfik – Nuussuaq                    |                                                 |
| X2    | Nuup Qeqqa – Nuussuaq      | Eqalugalinnguit                          | kursuje tylko w dni robocze w godzinach szczytu |
| 3     | Nuup Qeqqa – Nuuk Lufthavn | Ilimmarfik – Nuussuaq – Qernertunnguanut | nie kursuje w niedziele                         |

Stan na 25 listopada 2023.

## Tabor autobusowy
| Marka | Model          | Rok produkcji                                  | Układ drzwi | Ilość |
| ----- | -------------- | ---------------------------------------------- | ----------- | ----- |
| DAB   | Serie 12       | 1995, 1996                                     | 1-0-2       | 2     |
| MAN   | Lion’s City LE | 2011, 2011, 2011                               | 2-2-0       | 3     |
| Volvo | B10M           | 1999, 2000                                     | 2-0-2       | 2     |
| Volvo | B12M           | 2002, 2002, 2003, 2004, 2006, 2008, 2008, 2008 | 2-0-2       | 8     |
| Volvo | 8900           | 2015                                           | 2-2-1       | 1     |
| Volvo | 8900           | 2016, 2016                                     | 2-2-2       | 2     |
| Razem | Razem          | Razem                                          | Razem       | 18    |

Stan na 2 lutego 2017.